# Jezerce pri Dobjem
Jezerce pri Dobjem – wieś w Słowenii, w gminie Dobje. W 2018 roku liczyła 59 mieszkańców.